# Record d'ascension du mont Blanc
Pour un article plus général, voir Record d'ascension.

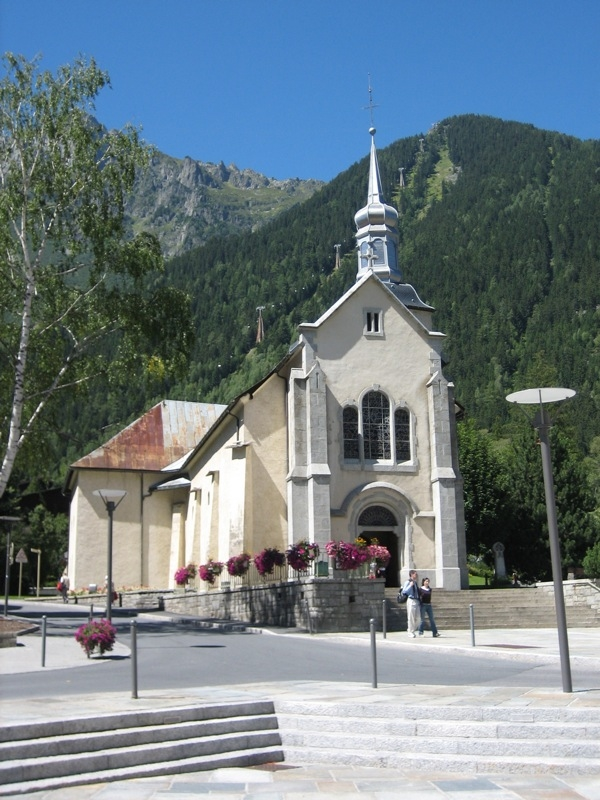
L'église de Chamonix.

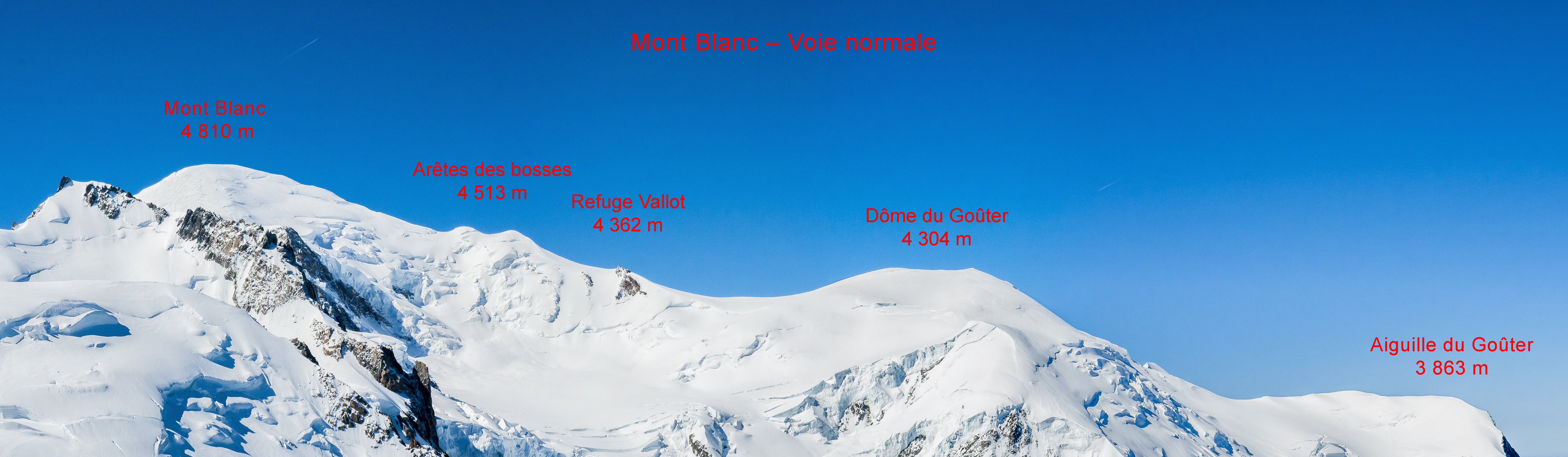
La partie finale de l'ascension.

Le record d'ascension du mont Blanc est un défi sportif qui consiste à atteindre, le plus rapidement possible, le sommet du mont Blanc depuis les vallées de Chamonix ou de Courmayeur et à revenir à son point de départ. Le lieu de départ choisi, depuis plusieurs années, est le porche de l'église de Chamonix. 
La première ascension connue du sommet remonte au 8 août 1786 par Jacques Balmat et le docteur Michel Paccard qui atteignent le sommet en un peu moins de 24 h de Chamonix jusqu'au sommet. L'itinéraire n'est pas fixé, mais la majorité des tentatives empruntent l'itinéraire des Grands Mulets, ce qui représente 30 km aller-retour, avec un dénivelé positif de 3 800 m. Entre 1987 et 1990, Laurent Smagghe et Pierre-André Gobet améliorent à plusieurs reprises le record de cet aller-retour, et le portent à un peu plus de 5 h.
Le meilleur temps actuel (FKT) est celui de William Boffelli en 4 h 43 min 24 s, record établi le 31 mai 2025, en faisant usage de skis. Kilian Jornet conserve quant à lui le record à pied avec un temps de 4 h 57 min 40 s, établi en juillet 2013. L'actuel record féminin est détenu par Élise Poncet, en 6 h 54 min 47 s, record établi en mai 2025, également avec l'usage de skis, effaçant ainsi la précédente performance détenue par Hillary Gerardi en 7h 25 min 28 s (le 17 juin 2023, à pieds).

## Histoire
Le Britannique Frédérick Morshead (1836-1914) est le premier a établir, sans le vouloir, une performance de vitesse : le 20 juillet 1874, il prend son petit déjeuner à 6h30 du matin à Chamonix, avec l'intention de monter ensuite aux Grands Mulets. Surpris par son aisance à grimper, il décide de continuer jusqu'au sommet du mont Blanc qu'il atteint, revenant à Chamonix 16 h 30 min plus tard. Personne ne fera mieux avant 1910 (Joseph Bouchard et Alfred Couttet en 12h),.
La période 1986-1990, verra les premières tentatives de record de vitesse sur l'aller-retour au départ de Chamonix : le 6 août 1987, Laurent Smagghe fixe le record à 6 h 47 min. Pierre Lestas le porte à 6 h 22 min le 13 juillet 1988, puis Laurent Smagghe réussit 6 h 15 min le 26 juillet 1988 ; le 28 juillet 1988 Jacques Berlie améliore le record en réalisant 5 h 38 min. Le 5 août 1988 Laurent Smagghe fait mieux avec 5 h 29 min, puis deux ans plus tard, le 21 juillet 1990, Pierre-André Gobet abaisse le record à 5 h 10 min 44 s.
Côté italien, le premier temps de référence, depuis Courmayeur, est établi en 1990 par les Italiens Fornoni et Giacometti en 12 h 23 min. En 1995, Fabio Meraldi le pulvérise en 6 h 45. 

## Itinéraire et homologation
Il n'y a pas d'itinéraire imposé, seulement les lieux de départ-arrivée : église Saint-Michel de Chamonix ou église Saint Pantaléon de Courmayeur. Côté français, les coureurs empruntent tous la voie historique par le refuge des Grands Mulets et côté italien c'est la "voie du pape" par le refuge Gonella qui est priorisée. Il n'y a pas d'homologation officielle ; depuis qu'elle est disponible, c'est la fourniture de la trace GPS qui peut faire foi. Le record de l'aller simple est enregistré, mais c'est essentiellement celui de l'aller-retour qui est recherché. 
S'agissant d'une course sans assistance, tout l'équipement (matériel, vêtements) qui va être utilisé, et seulement lui, doit être porté au départ et ramené au point d'arrivée. 

## Chronologie des performances

### Meilleurs temps
Le 14 mai 2013, Mathéo Jacquemoud avait battu le record du Suisse Pierre-André Gobet, datant de 1990, en mettant 5h 06 en ski-alpinisme.
Le 11 juillet 2013, Kilian Jornet et Mathéo Jacquemoud s'élancent (sans skis) de Chamonix à 4 h 46 du matin. Ils rejoignent d'abord le tunnel du Mont-Blanc puis le refuge des Grands Mulets et le refuge Vallot puis atteignent le sommet en 3 h 33. Lors de la descente ils sont rejoints par Vivian Bruchez qui les filme. Mathéo Jacquemoud chute au milieu de la descente et Kilian Jornet continue seul après avoir laissé Jacquemoud en sécurité en compagnie de Bruchez. Après 1 h 24 de descente il atteint l'église de Chamonix 4 h 57 min 40 s après son départ. Des conditions de neige particulièrement bonnes leur ont permis de descendre rapidement en glissade ou en courant sans s'enfoncer. Les deux alpinistes avaient effectué une première tentative infructueuse le 3 juillet.
Le 24 mai 2025, le Français Benjamin Védrines s'élance de Chamonix et effectue l'ascension en ski de randonnée. Malgré la casse d'un bâton, il atteint le sommet en 3 h 52. Effectuant la descente en glisse sur ses skis, il rallie Chamonix en 1 h 2 et complète l'aller-retour en 4 h 54 min 41 s,. Une semaine après, l'Italien William Boffelli se lance à son tour pour le même défi ayant été témoin de l'ascension du Français. Montant également à skis, William Boffelli atteint le sommet en 3 h 41 avec onze minutes d'avance sur le temps de Benjamin Védrines. Il effectue la descente dans le même temps de 1 h 2 et complète la boucle en 4 h 34 min 24 s, établissant un nouveau chrono de référence,.
Les tentatives effectuées en ski-alpinisme, peuvent permettre un gain de temps, notamment en descente, sur les tronçons skiables. Les skis offrent également une meilleure sécurité pour le passage des zones crevassées (montée et descente).
| date            | athlète            | temps           |
| --------------- | ------------------ | --------------- |
| 6 août 1987     | Laurent Smagghe    | 6 h 47 min 19 s |
| 13 juillet 1988 | Pierre Lestas      | 6 h 22 min      |
| 26 juillet 1988 | Laurent Smagghe    | 6 h 15 min      |
| 28 juillet 1988 | Jacques Berlie     | 5 h 37 min 56 s |
| 5 août 1988     | Laurent Smagghe    | 5 h 29 min 30 s |
| 21 juillet 1990 | Pierre-André Gobet | 5 h 10 min 44 s |
| 11 juillet 2013 | Kilian Jornet      | 4 h 57 min 40 s |

| date         | athlète                        | temps      |
| ------------ | ------------------------------ | ---------- |
| 2003         | Stephane Brosse Pierre Gignoux | 5 h 15 min |
| 14 mai 2013  | Mathéo Jacquemoud              | 5 h 06 min |
| 14 juin 2024 | Jack Kuenzle                   | 4 h 59 min |
| 24 mai 2025  | Benjamin Védrines              | 4 h 54 min |
| 31 mai 2025  | William Boffelli               | 4h 43 min  |

### Meilleur temps féminin
La Suédoise Emelie Forsberg, skieuse-alpiniste et spécialiste du skyrunning, est la première à établir un temps de référence en 2013 avec un aller-retour depuis l'entrée du tunnel du Mont-Blanc en 8 h 10. Le 21 juin 2018 Emelie Forsberg s'élance devant l'église de Chamonix à 2 h 57 du matin en direction du sommet. Elle emprunte l'itinéraire des Grands Mulets et atteint le sommet en 5 h 16. Après 2 h 37 de descente elle établit un premier temps de référence en 7 h 53 min 12 s. Les conditions de descente étaient difficiles avec une neige molle dans laquelle l'alpiniste s’enfonçait régulièrement. Durant l'année 2018 Emelie Forsberg établit plusieurs autres records féminins d'ascension en particulier au Kebnekaise (point culminant de la Suède) et au Galdhøpiggen (sommet de la Norvège) à ski ou encore au mont Rose en conditions estivales.
Le 17 juin 2023, Hillary Gerardi s'élance à deux heures du matin et entreprend l'ascension par l'arête nord. Elle s'encorde avec Valentine Fabre dans les passages dangereux et atteint le sommet en 5 h 16. Elle est ensuite rejointe par la traileuse sud-africaine Meg Mackenzie qui l'accompagne durant la descente. Elle établit un nouveau record en 7 h 25 min 28 s.
Le 5 juin 2024, Anna DeMonte tente de battre le record d'ascension, elle effectue le parcours à ski. Avec un temps de 7 h 29, elle échoue à quatre minutes du record absolu mais établit néanmoins le temps de référence pour un parcours à ski. Au cours de cette tentative, elle chute à la montée et glisse sur trente mètres, incident sans conséquences  sérieuses, car par chance elle n'est pas tombée dans l'une des crevasses présentes dans la zone.
Le 16 mai 2025, Élise Poncet effectue l'aller-retour à ski en 6 h 54 min 47 s, améliorant ainsi le record absolu de plus de 30 minutes. Partie à 5 h du matin de l'église de Chamonix, elle a fait atteint le sommet en 5 h 39 et fait la descente en 1 h 15, l'ascension a été marquée par du vent fort sur la partie finale. Élise Poncet avait préparé cette tentative depuis plusieurs mois. Plusieurs personnes ce sont relayées pour l'accompagner sur le parcours, incluant la détentrice du record Hillary Gerardi et l'athlète Jakob Hermann.
| date         | athlète         | temps           |
| ------------ | --------------- | --------------- |
| 21 juin 2018 | Emilie Forsberg | 7 h 53 min 12 s |
| 17 juin 2023 | Hillary Gerardi | 7 h 25 min 28 s |

| date        | athlète      | temps           |
| ----------- | ------------ | --------------- |
| 5 juin 2024 | Anna DeMonte | 7 h 29 min      |
| 16 mai 2025 | Élise Poncet | 6 h 54 min 47 s |

## Records liés

### Record d'ascension
| date            | athlète            | temps      |
| --------------- | ------------------ | ---------- |
| 28 juillet 1988 | Jacques Berlie     | 3 h 50 min |
| 21 juillet 1990 | Pierre André Gobet | 3 h 38 min |
| 11 juillet 2013 | Kilian Jornet      | 3 h 33 min |

### Record de descente
Le premier temps de descente à ski référencé est réalisé lors du record à ski de Stéphane Brosse et Pierre Gignoux en 1 h 8 le 30 mai 2003. Le 25 avril 2013, Nicolas Anthonioz effectue la descente entre le sommet et l'église de Chamonix en 32 min. Il est accompagné de plusieurs autres skieurs qui l'ont aidé à sécuriser l'itinéraire. Après environ 20 min de descente à ski par l'itinéraire des grands mulets il franchit une partie de forêt en courant avant de rejoindre la route et termine la descente en vélo. Nicolas Anthonioz est un spécialiste de la descente à ski rapide, quatre fois vainqueur du derby de La Meije.

### Ascension depuis Courmayeur
L'aller-retour au sommet depuis le centre de Courmayeur représente 52 km pour 3 800 m de dénivelé positif. Le premier temps de référence est établi en 1990 par les Italiens Fornoni et Giacometti en 12 h 23. En 1995, Fabio Meraldi (en), skieur-alpiniste Italien et auteur de nombreux records d'ascension, effectue l'ascension en 5 h 28 min 36 s et la descente en 2 h 16 min 48 s établissant ainsi un record de 6 h 45 min 24 s. En 2015 Marco De Gasperi, l'un des meilleurs spécialistes de skyrunning et de course en montagne de sa génération, abaisse ce record à 6 h 43 min 52 s. Après un départ à 4 h 30 du matin de Courmayeur il emprunte la voie normale italienne. Au refuge Gonella il est rejoint par Martin Anthamatten avec qui il s'encorde, plusieurs amis l'attendent en différents points du parcours pour lui permettre de se ravitailler. Il atteint le sommet en 4 h 13 et redescend par le même itinéraire en 2 h 30. Le 12 août 2021, Manuel Merillas s'élance depuis Courmayeur à 4 h 0 du matin malgré des conditions hivernales avec beaucoup de neige. Aidé par l'Italien Denis Trento lors des passages sur glacier, il atteint le sommet en 4 h 16 avec 3 minutes d'avance sur le record de Marco De Gasperi. Il boucle le tracé de 52 km en 6 h 35 min 32 s, améliorant de huit minutes le record,.
| date            | athlète            | temps            |
| --------------- | ------------------ | ---------------- |
| 1990            | Fornoni Giacometti | 12 h 23 min      |
| 1995            | Fabio Meraldi      | 06 h 45 min 24 s |
| 16 juillet 2015 | Marco De Gasperi   | 06 h 43 min 52 s |
| 12 août 2021    | Manuel Merillas    | 06 h 35 min 32 s |